# 97. Oscar-gála
A 97. Oscar-gálán az Amerikai Filmművészetek és Filmtudományok Akadémiája (AMPAS) a 2024-es év legjobb filmjeit és filmeseit részesítette elismerésben. A díjátadó ceremóniát 2025. március 2-án rendezték a Los Angeles-i Dolby Színházban, helyi idő szerint 19:00 órától (hazai idő szerint március 3-án 02:00 órától). A ceremónián az Akadémia 23 kategóriában díjazta a filmeket és alkotóikat. Az eseményt Amerikában az ABC televízió társaság sugározta.
A rendezvény házigazdája Conan O’Brien ötszörös Emmy-díjas amerikai televíziós műsorvezető, humorista volt, aki első alkalommal vezeti a showműsort.

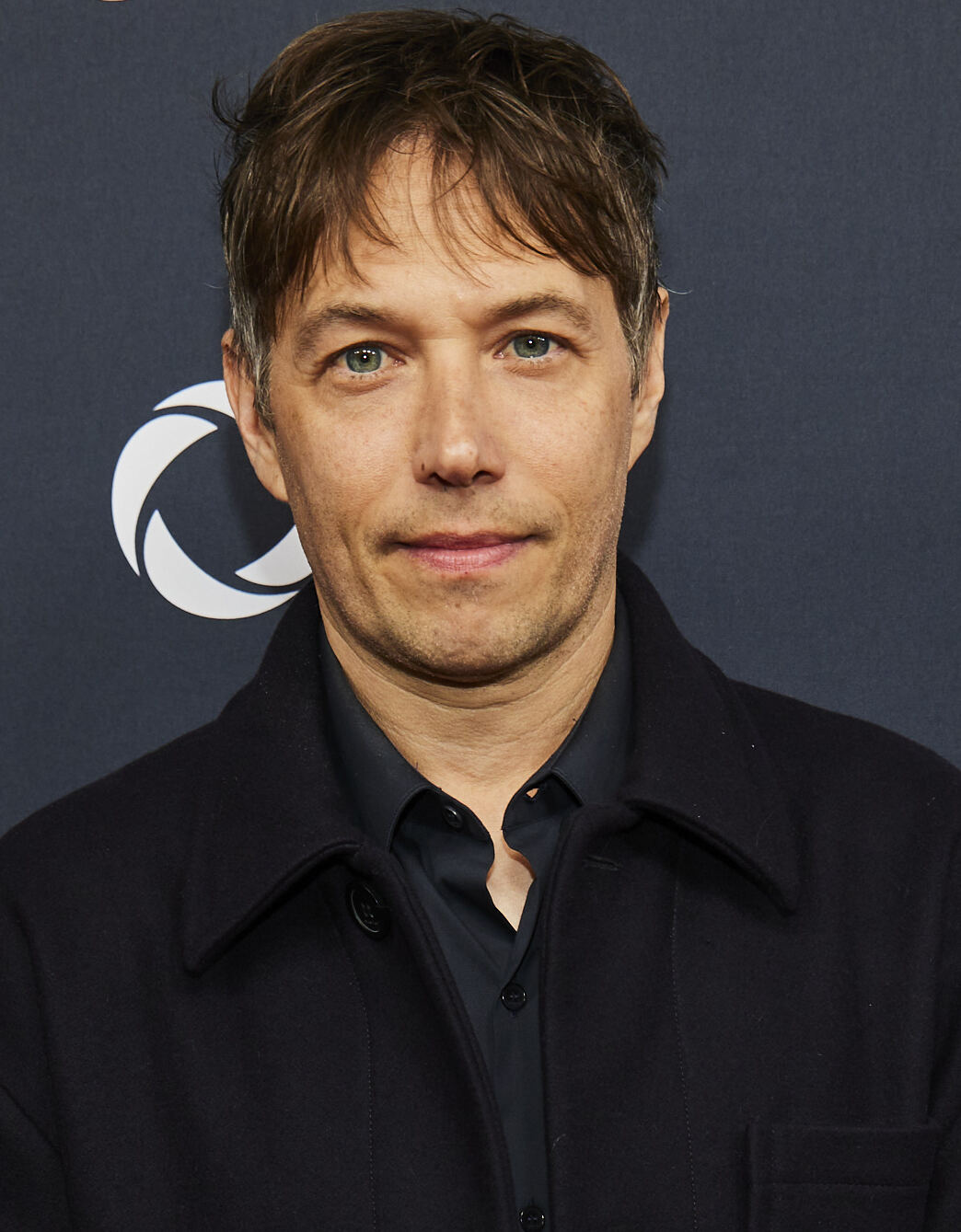
Sean Baker, a legjobb film társproducere, a legjobb rendező, a legjobb eredeti forgatókönyv írója, a legjobb filmvágó

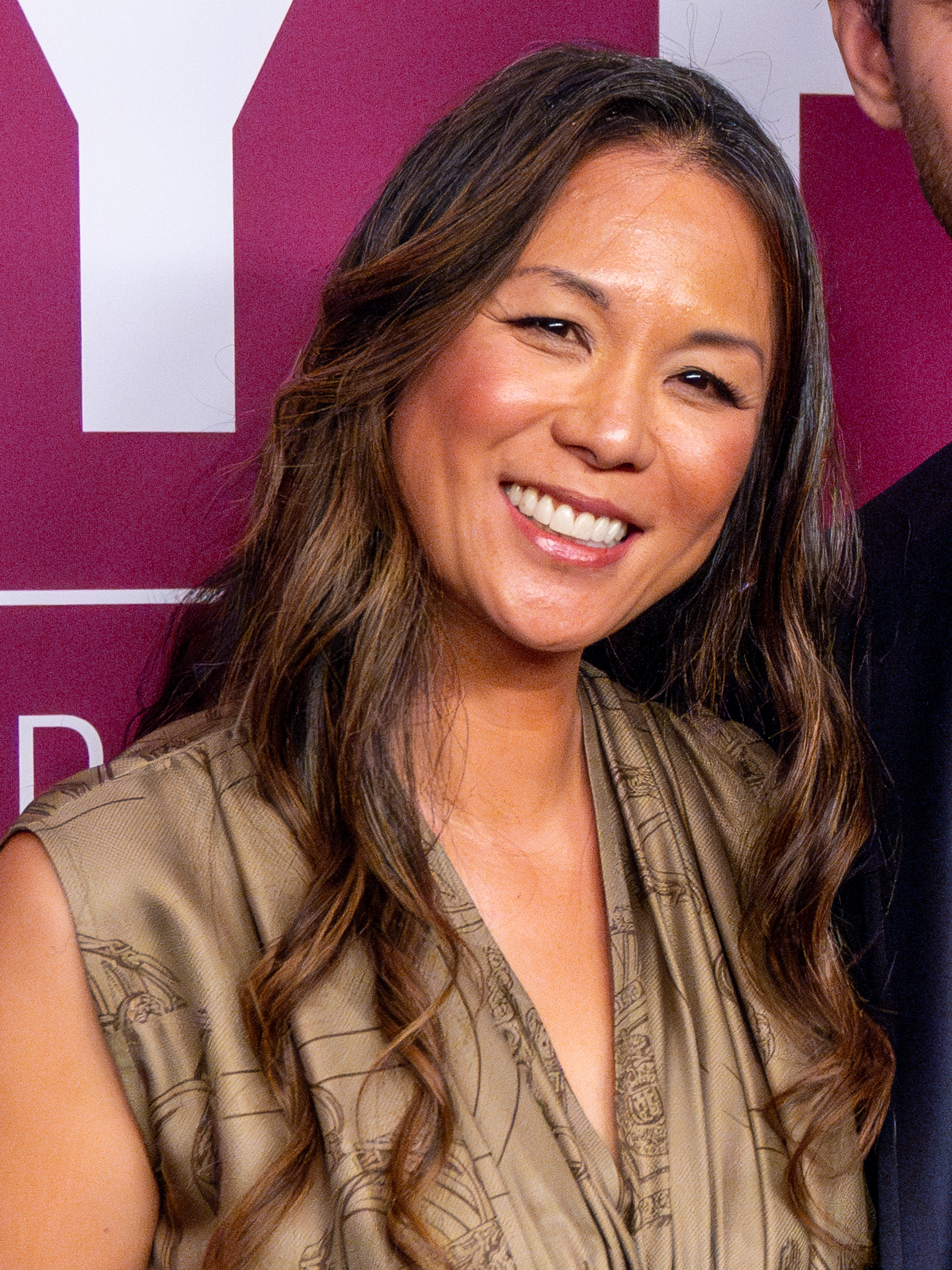
Samantha Quan, a legjobb film társproducere

Adrien Brody, a legjobb férfi főszereplő

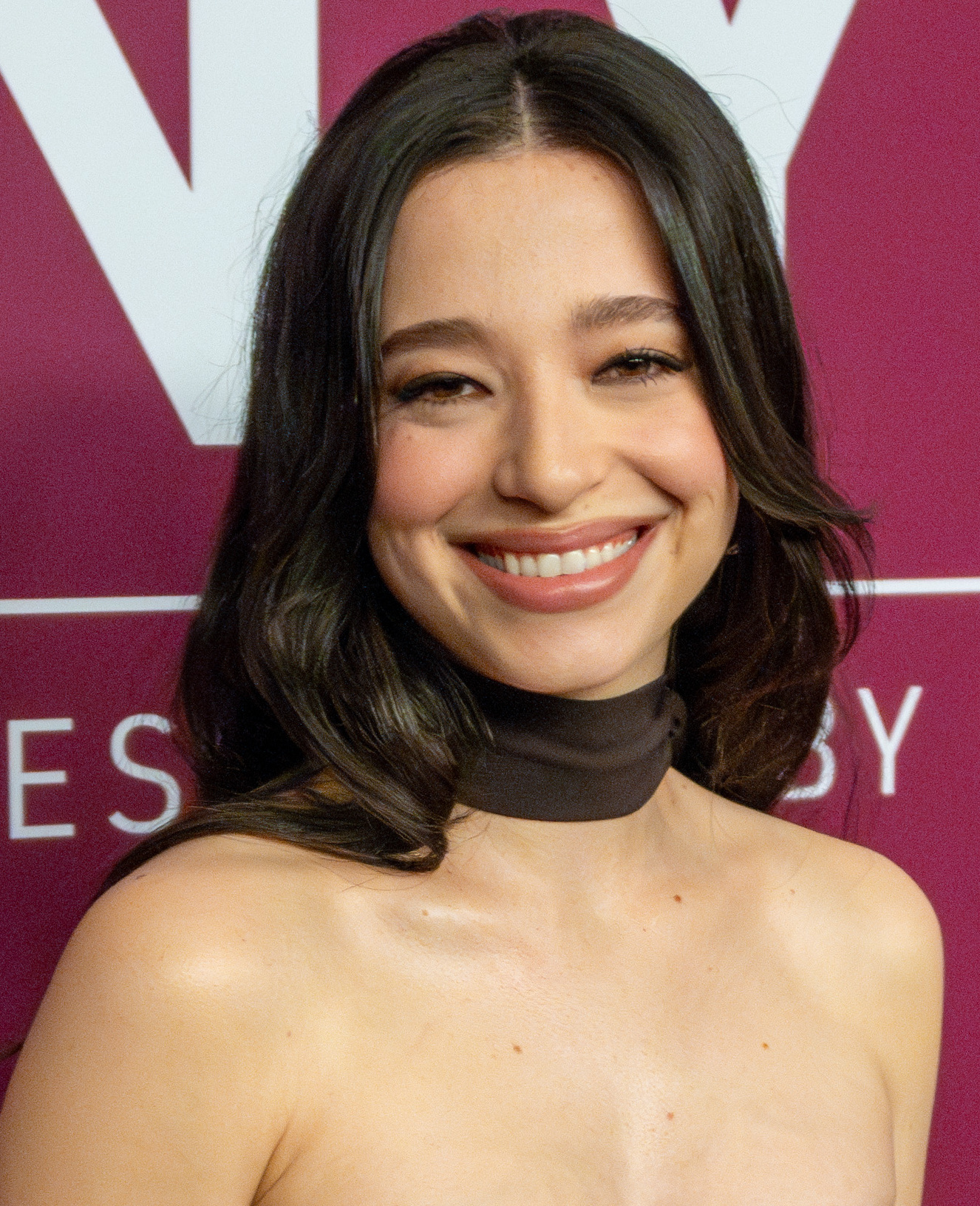
Mikey Madison, a legjobb női főszereplő

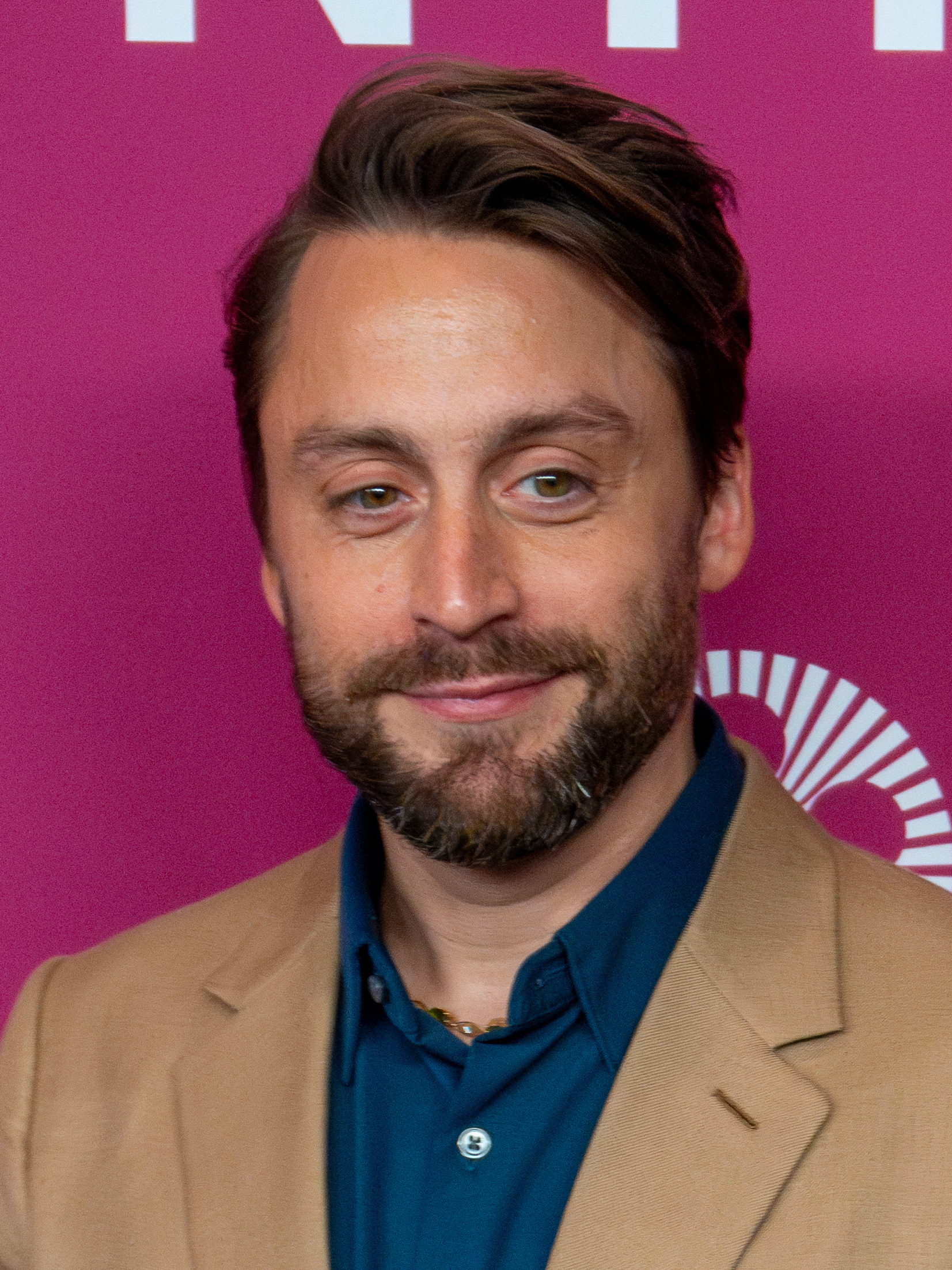
Kieran Culkin, a legjobb férfi mellékszereplő

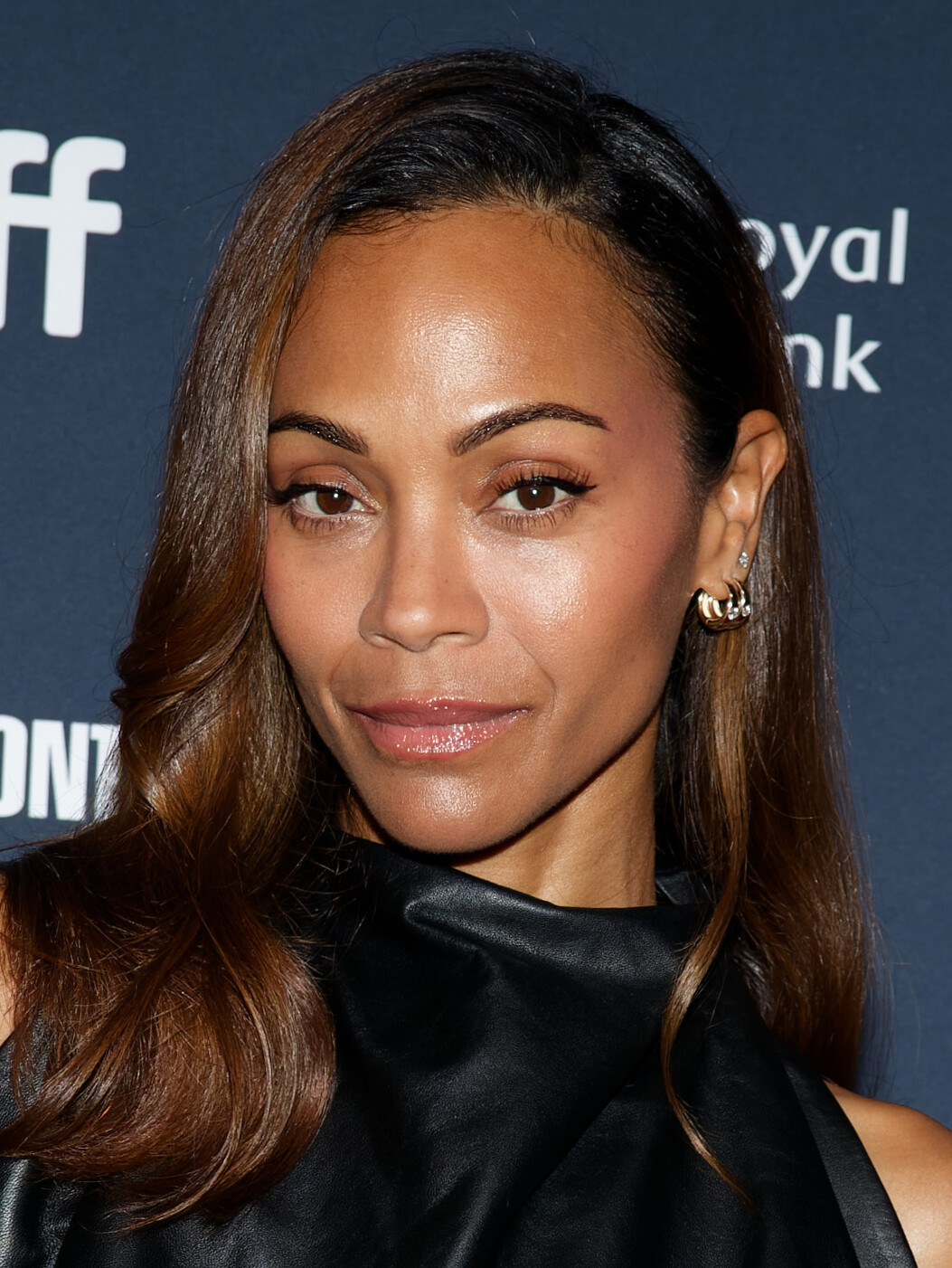
Zoë Saldana, A legjobb női mellékszereplő

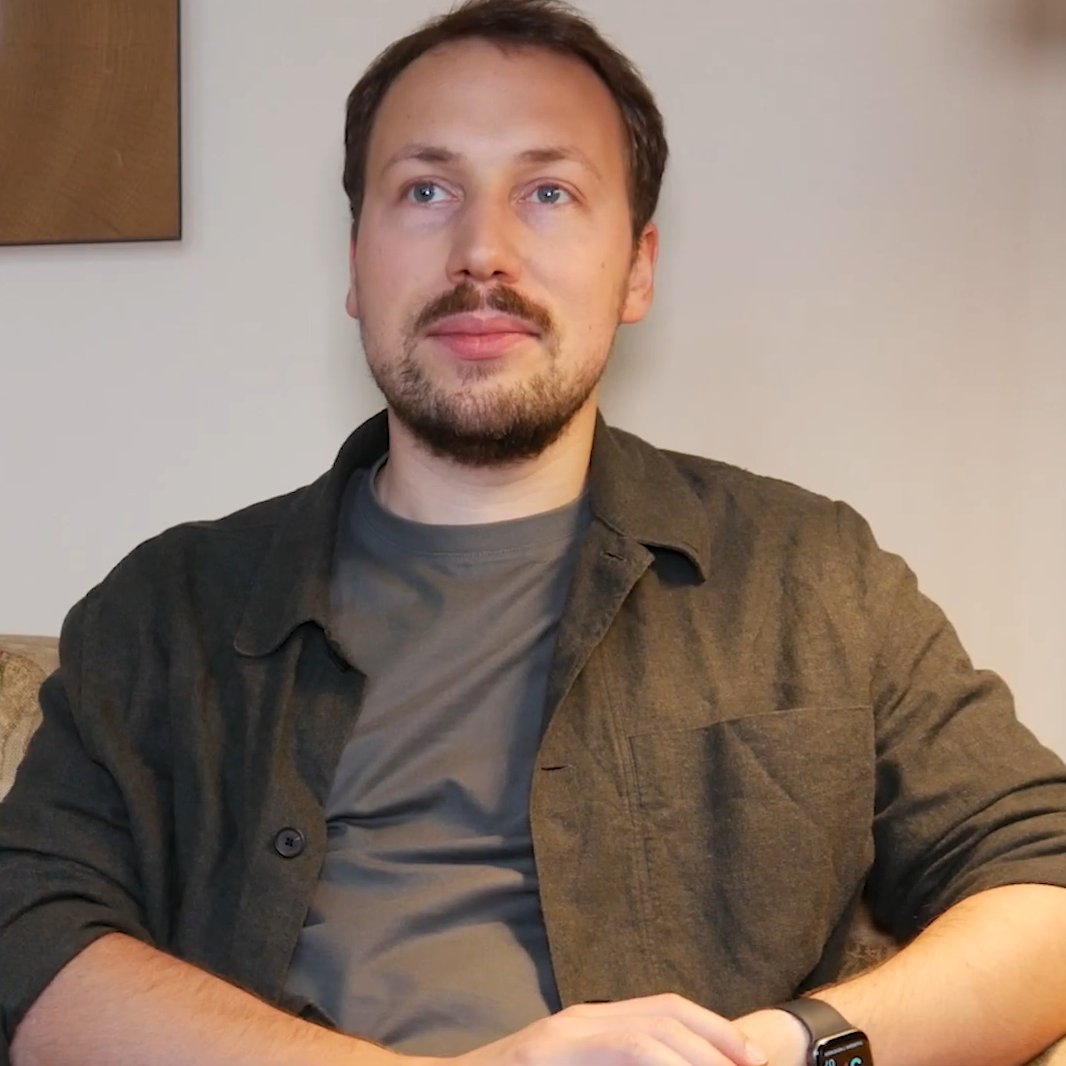
Gints Zilbalodis, a legjobb animációs film társalkotója

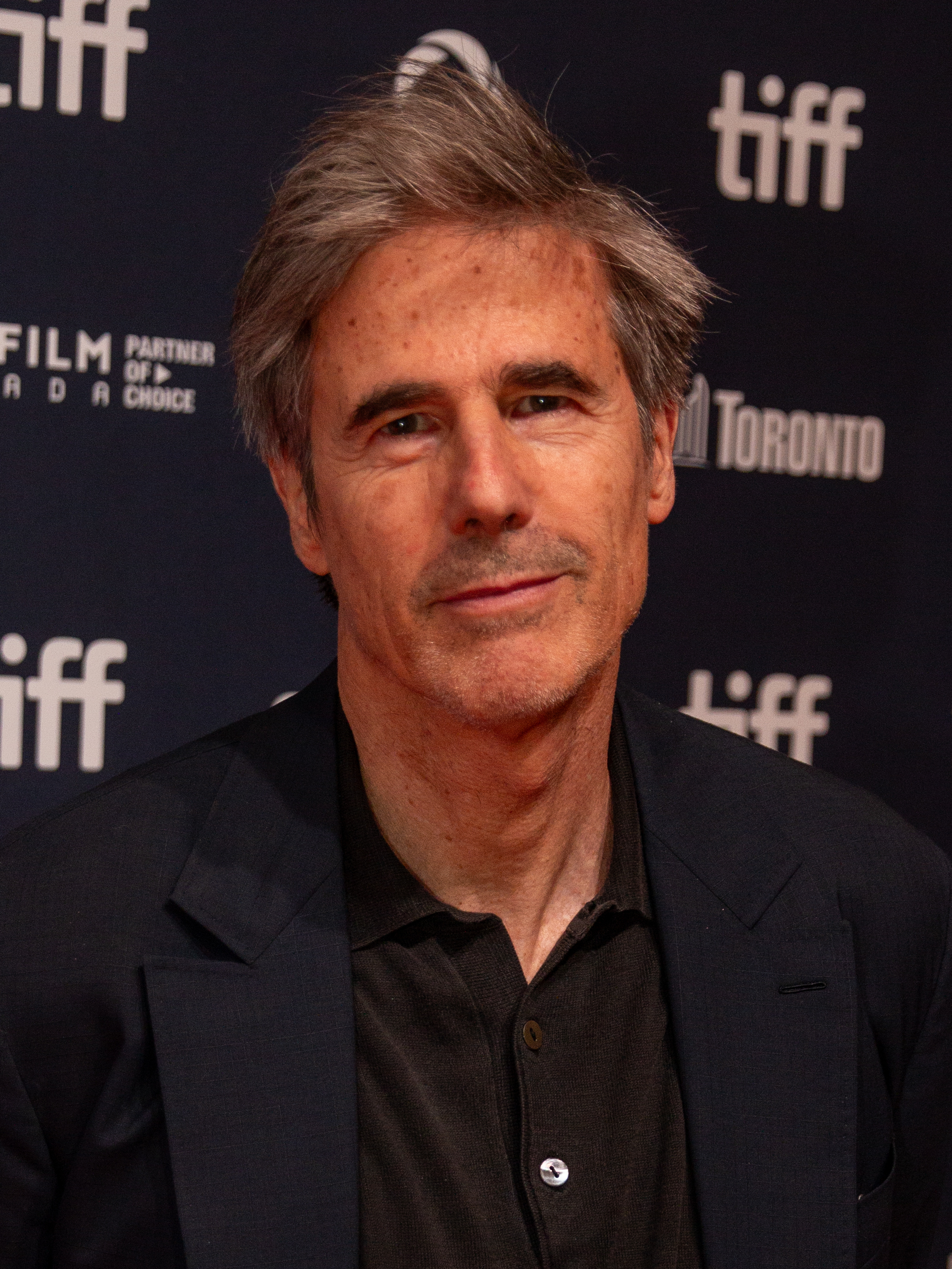
Walter Salles, a legjobb nemzetközi film alkotója

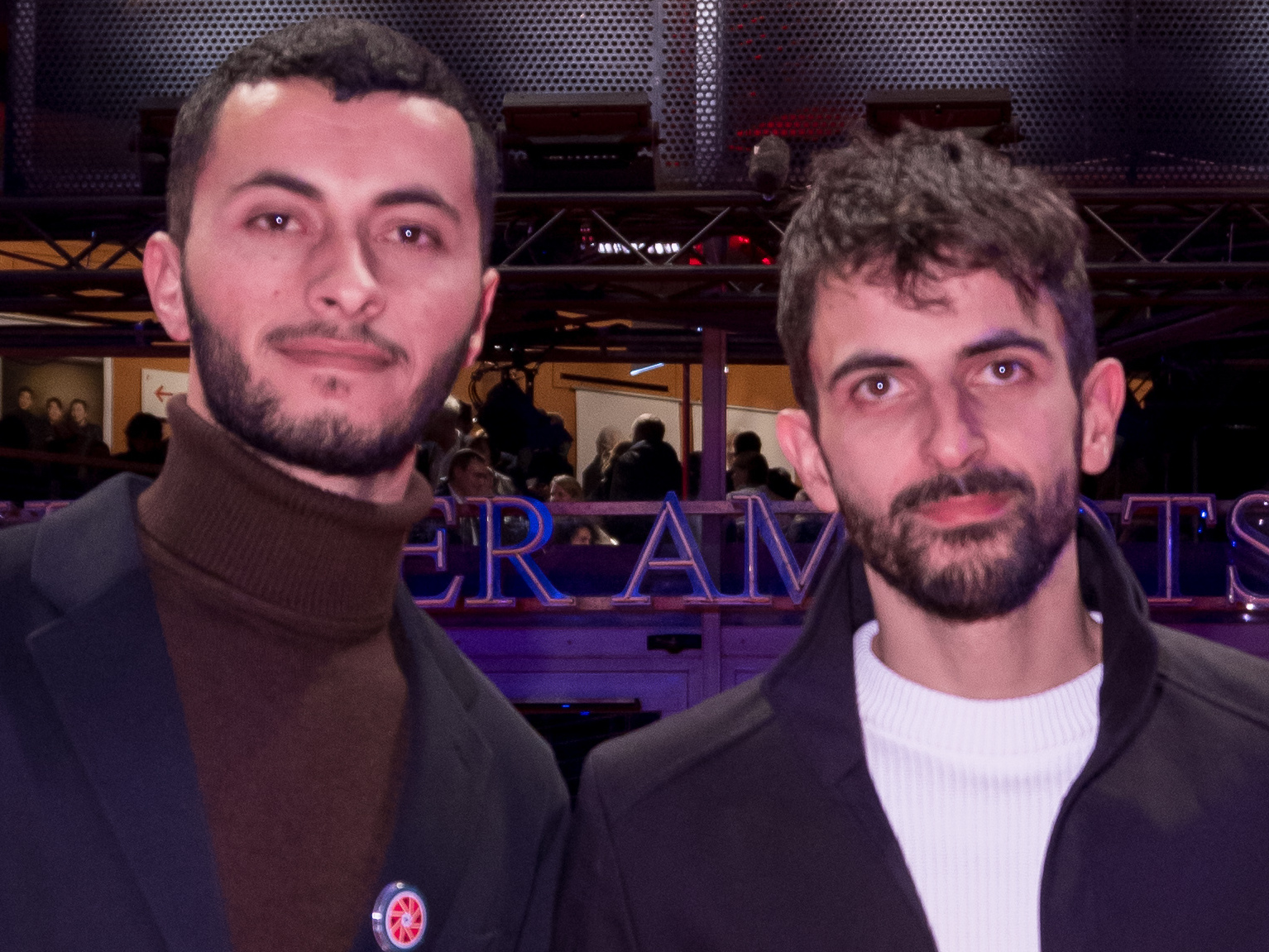
Basel Adra és Yuval Abraham, a legjobb dokumentumfilm alkotói

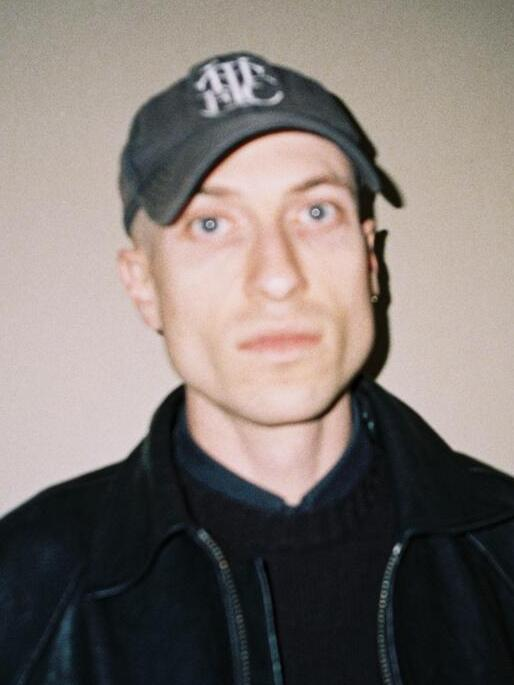
Daniel Blumberg, legjobb eredeti filmzene szerzője

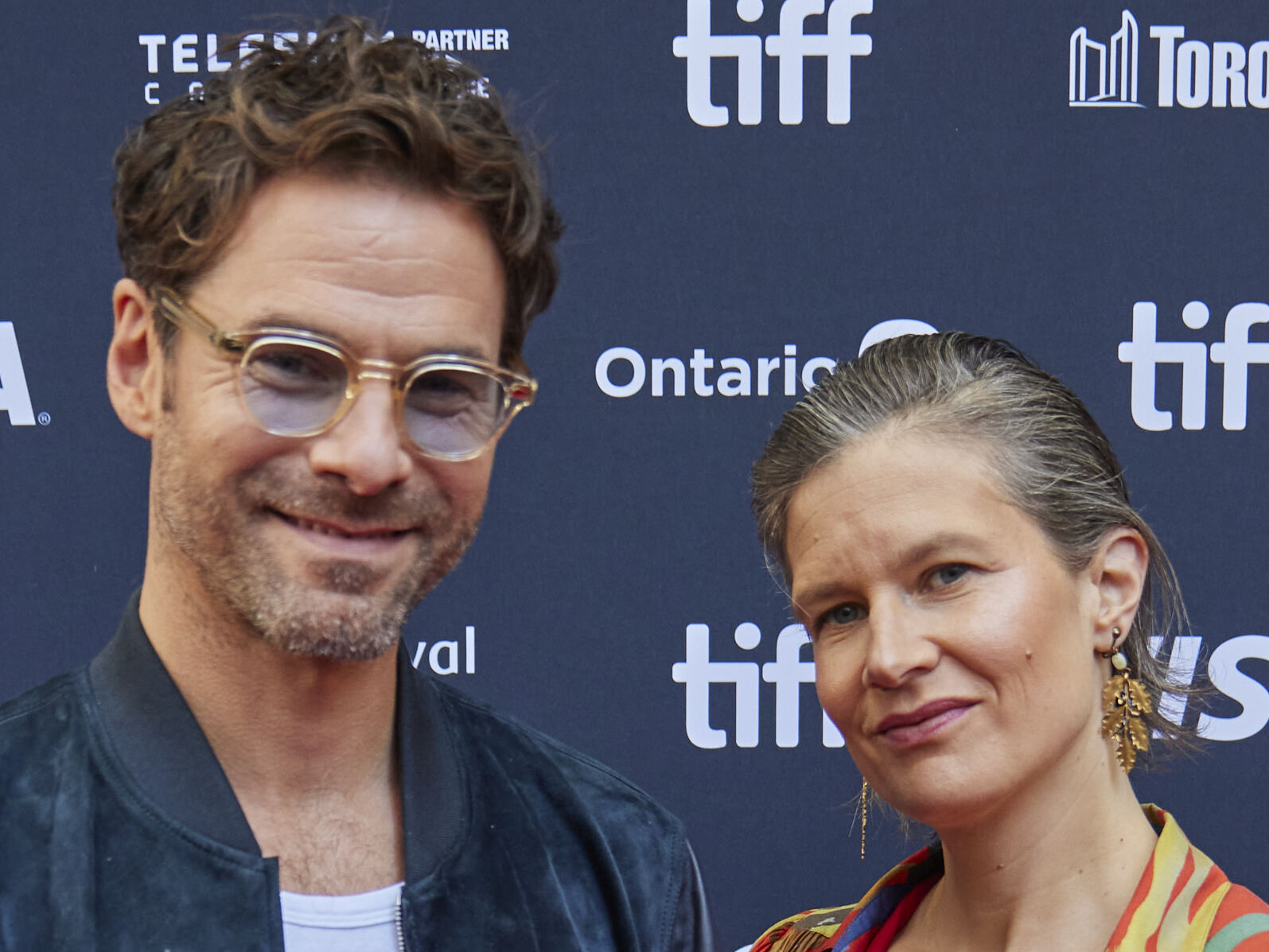
Clément Ducol és Camille, a legjobb eredeti dal társszerzői

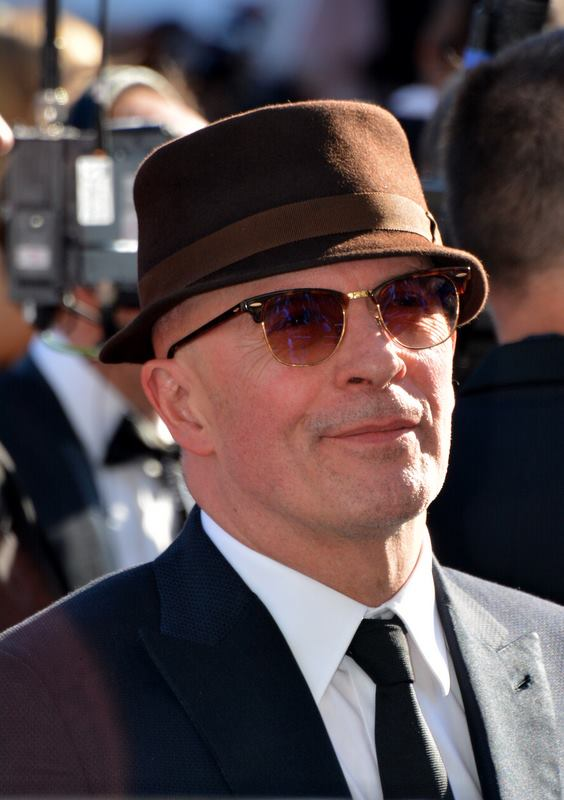
Jacques Audiard, a legjobb eredeti dal társszerzője

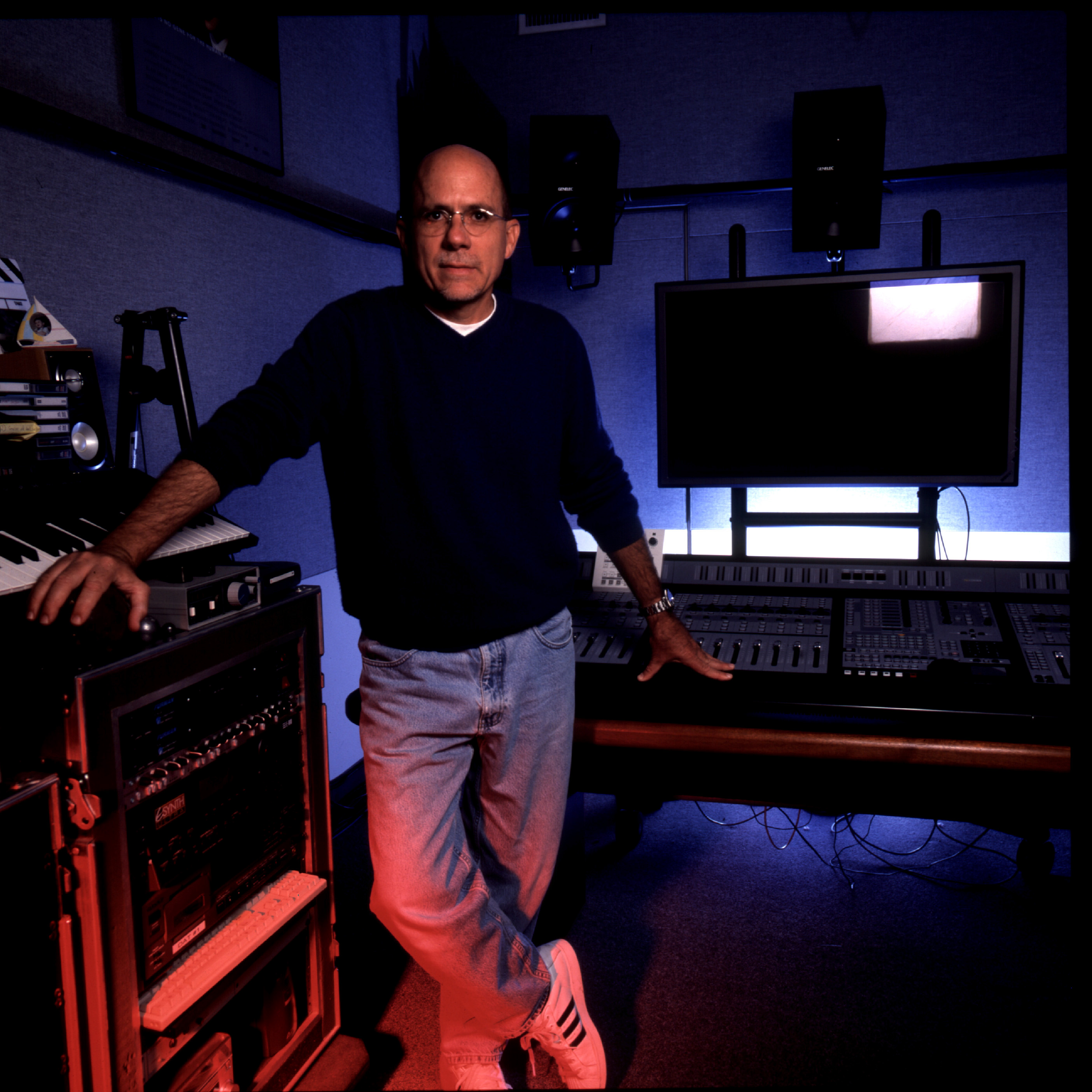
Richard King, a legjobb hangmérnök

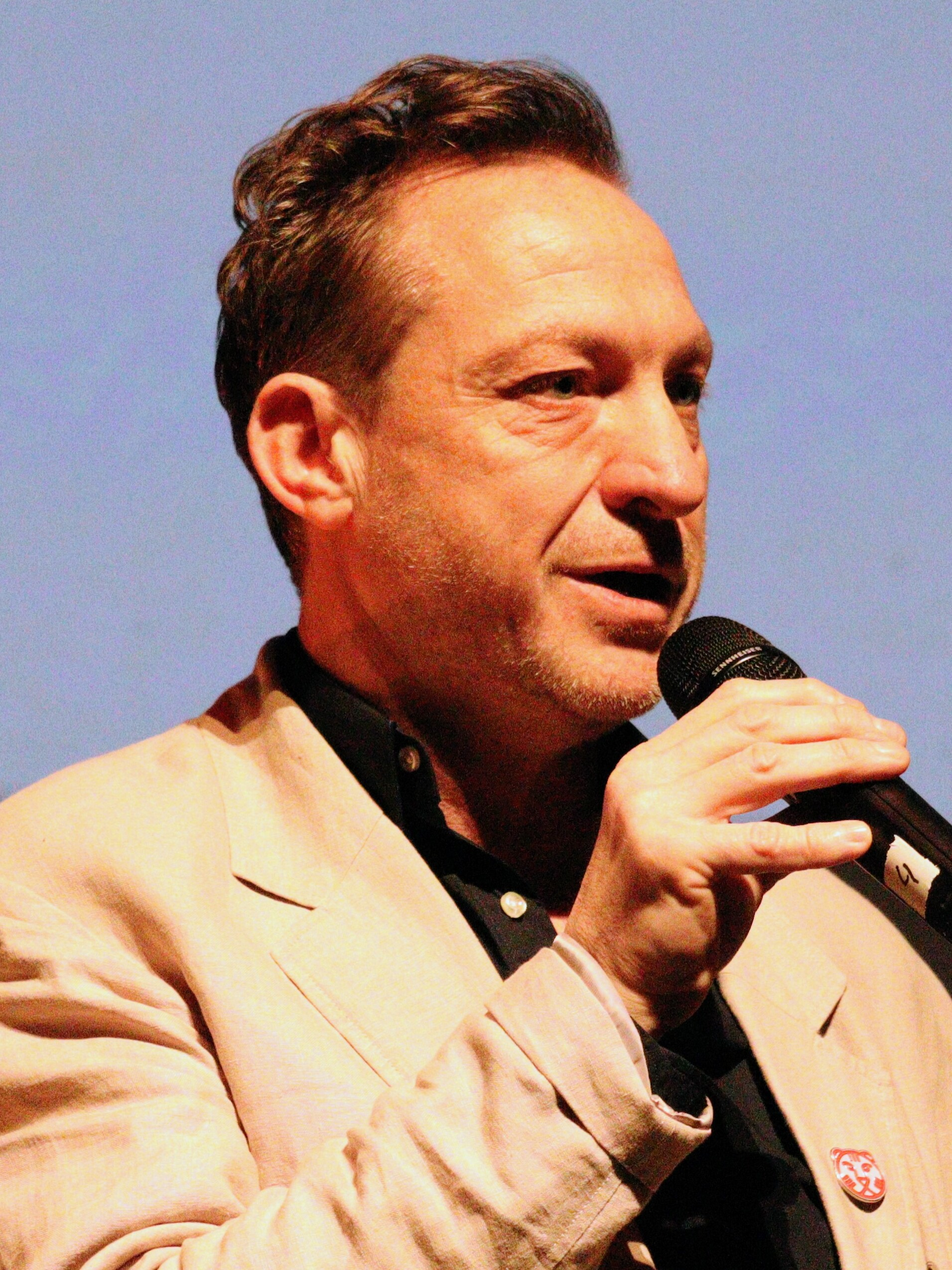
Lol Crawley, a legjobb operatőr

A jelöltek listáját eredetileg 2025. január 17-én hozták volna nyilvánosságra, azonban az időpontot a 2025-ös kaliforniai bozóttüzek miatt előbb január 19-re, majd 23-ra módosították. Mint az az előzetes esélylatolgatások alapján várható volt, a nagyjátékfilmek kategóriáiban a legtöbb jelölést az Emilia Pérez című francia-belga-mexikói koprodukcióban készült spanyol nyelvű zenés bűnügyi filmvígjátéka kapta. Tizenkét kategóriában történt 13 jelölésével minden idők legtöbb jelölést kapott nem angol nyelvű filmje lett. A film Oscar-esélyeit azonban nagyban rontotta, hogy egy hónappal a gála előtt kiderült, a főszereplő, Karla Sofía Gascón négy-öt évvel korábban több alkalommal is rasszista, iszlámellenes véleményt posztolt a Twitteren, többek között „az Oscar-díjátadó sokszínűségével” kapcsolatban. Emiatt a forgalmazó, valamint filmbéli partnere, Zoë Saldana és a rendező, Jacques Audiard is elhatárolódott tőle. A botrány kirobbanása után Gascón azonnal bocsánatot kért a „félreérthető megfogalmazásaiért”, elnézést kért mindenkitől, akit a korábbi kiírásaival megbántott. A sokasodó kritikák miatt azonban − annak ellenére, hogy jelölve volt − kihagyta a Critics Choice Awards-, a 78. BAFTA- és a 31. SAG-díjátadókat, s csak az 50. César-gálán jelent meg.
Audiard alkotását 10–10 jelöléssel Jon M. Chu zenés fantasy filmje, a Wicked, valamint Brady Corbet amerikai-brit-magyar koprodukcióban készült filmdrámája, A brutalista követte. Ez utóbbi jelöltjei között szerepel a film vágója, Jancsó Dávid is. Jó helyezést ért el a jelöltek között Edward Berger thrillerje, a Konklávé (8), valamint James Mangold Bob Dylan amerikai énekes-dalszerzőről készített Sehol se otthon című életrajzi drámája (8).
Az eredményhirdetéskor kiderült, nem a papírforma érvényesült. Az Anora lett a gála legnagyobb nyertese: a hat jelölésből ötöt váltott díjra. Mikey Madison lett a legjobb színésznő, míg Sean Baker rekordszámú, négy díjat vehetett át filmjéért: a legjobb rendezőként, a legjobb eredeti forgatókönyv írójaként, a legjobb vágóként, valamint a legjobb film producereként. Az Anora mögött sorakozott a három kiemelten magas jelölést kapott alkotás: A brutalista három díjat kapott, míg az Emilia Pérez és a Wicked kettőt–kettőt. A többi alkotás egy-egy díjon osztozott.
Másodszorra vehetett át Oscart Adrien Brody, akit a legjobb színésznek választottak A brutalista című filmben nyújtott alakításáért. A díj átvételekor a magyar gyökerekkel rendelkező művész az Oscar-díj történetének leghosszabb, 5 perc 40 másodperces beszédét tartotta. A nézőknek szóló pozitív motivációjú, gyűlölet-, háború- és rasszizmus-ellenes, egy elfogadóbb, egészségesebb és boldogabb világért kiálló üzenetét – bár kétszer is megpróbálták – nem hagyta félbeszakítani.
A 97. Oscar-gálához több elsőség is köthető. Az Emilia Pérezben nyújtott alakításáért a legjobb női mellékszereplő díjat átvevő, magát büszke bevándorlónak valló Zoë Saldana lett – mint mondta –, „az első dominikai származású amerikai, aki átvette az Oscar-díjat”. Történelmet írt a legjobb animációs filmnek választott Áradás, amely Lettország első győzelmét szerezte. Az Én még itt vagyok filmdráma lett a legjobb nemzetközi játékfilm, ezzel Brazília első Oscar-díját nyerte. Paul Tazewell lett az első fekete férfi, aki elnyerte a legjobb jelmeztervező Oscar-díját a Wicked című filmben végzett munkájáért.
A műsorban az elmúlt évben elhunyt filmszakmabeliek emléke mellett tisztelegtek a legutóbbi Los Angeles-i erdőtüzek hősei és áldozatai előtt is.

## Díjazottak és jelöltek
A nyertesek az első helyen sorolva és félkövérrel szedve.
| Legjobb film | Legjobb rendező |
| --- | --- |
| - Anora – Alex Coco, Samantha Quan és Sean Baker producerek - A brutalista (The Brutalist) – Brady Corbet, D.J. Gugenheim, Brian Young, Andrew Morrison és Nick Gordon producerek - A szer (The Substance) – Coralie Fargeat, Tim Bevan és Eric Fellner producerek - Dűne: Második rész (Dune: Part Two) – Mary Parent, Cale Boyter, Tanya Lapointe és Denis Villeneuve producerek - Emilia Pérez – Jacques Audiard, Pascal Caucheteux producerek - Én még itt vagyok (I'm Still Here) – Maria Carlota Bruno és Rodrigo Teixeira producerek - Konklávé (Conclave) – Tessa Ross, Juliette Howell és Michael A. Jackman producerek - Sehol se otthon (A Complete Unknown) – Fred Berger, James Mangold és Alex Heineman producerek - A Nickel-fiúk – Dede Gardner, Jeremy Kleiner és Joslyn Barnes producerek - Wicked – Marc Platt producer | - Sean Baker – Anora - Jacques Audiard – Emilia Pérez - Brady Corbet – A brutalista (The Brutalist) - Coralie Fargeat – A szer (The Substance) - James Mangold – Sehol se otthon (A Complete Unknown) |
| Legjobb férfi főszereplő | Legjobb női főszereplő |
| - Adrien Brody – A brutalista (The Brutalist), mint László Tóth - Timothée Chalamet – Sehol se otthon (A Complete Unknown), mint Bob Dylan - Colman Domingo – Sing Sing, mint John "Divine G" Whitfield - Ralph Fiennes – Konklávé (Conclave), mint Thomas Lawrence bíboros - Sebastian Stan – The Apprentice – A Trump-sztori (The Apprentice), mint Donald Trump | - Mikey Madison – Anora, mint Anora „Ani” Mikheeva - Cynthia Erivo – Wicked, mint Elphaba Thropp - Karla Sofía Gascón – Emilia Pérez, mint Emilia Pérez / Juan „Manitas” Del Monte - Demi Moore – A szer (The Substance), mint Elisabeth Sparkle - Fernanda Torres – Én még itt vagyok (I'm Still Here), mint Eunice Paiva |
| Legjobb férfi mellékszereplő | Legjobb női mellékszereplő |
| - Kieran Culkin – Rokonszenvedés (A Real Pain), mint Benjamin „Benji” Kaplan - Yura Borisov – Anora, mint Igor - Edward Norton – Sehol se otthon (A Complete Unknown), mint Pete Seeger - Guy Pearce – A brutalista (The Brutalist), mint Harrison Lee Van Buren - Jeremy Strong – The Apprentice – A Trump-sztori (The Apprentice), mint Roy Cohn | - Zoë Saldana – Emilia Pérez, mint Rita Mora Castro - Monica Barbaro – Sehol se otthon (A Complete Unknown), mint Joan Baez - Ariana Grande – Wicked, mint Galinda „Glinda” Upland - Felicity Jones – A brutalista (The Brutalist), mint Erzsébet Tóth - Isabella Rossellini – Konklávé (Conclave), mint Agnes nővér |
| Legjobb eredeti forgatókönyv | Legjobb adaptált forgatókönyv |
| - Anora – Sean Baker - A brutalista (The Brutalist) – Brady Corbet és Mona Fastvold - A szer (The Substance) – Coralie Fargeat - Rokonszenvedés (A Real Pain) – Jesse Eisenberg - Szeptember 5. (September 5) – Moritz Binder, Tim Fehlbaum és Alex David | - Konklávé (Conclave) – Peter Straughan; Robert Harris Konklávé című regénye alapján - Emilia Pérez – Jacques Audiard; saját, azonos című operalibrettója alapján - A Nickel-fiúk – RaMell Ross és Joslyn Barnes; Colson Whitehead A Nickel-fiúk című regénye alapján - Sehol se otthon (A Complete Unknown) – James Mangold és Jay Cocks; Elijah Wald Dylan Goes Electric! című könyve regénye alapján - Sing Sing – Greg Kwedar és Clint Bentley; Greg Kwedar, Clint Bentley, Clarence Maclin és John "Divine G" Whitfield ötlete, John H. Richardson The Sing Sing Follies című könyve alapján |
| Legjobb animációs film | Legjobb nemzetközi játékfilm |
| - Áradás (Flow) – Gints Zilbalodis, Matīss Kaža, Ron Dyens és Gregory Zalcman - Agymanók 2. (Inside Out 2) – Kelsey Mann és Mark Nielsen - A vad robot (The Wild Robot) – Chris Sanders és Jeff Hermann - Egy csiga emlékiratai (Memoir of a Snail) – Adam Elliot és Liz Kearney - Wallace és Gromit: A szárnyas bosszúja (Wallace & Gromit: Vengeance Most Fowl) – Nick Park, Merlin Crossingham és Richard Beek | - Én még itt vagyok (I'm Still Here) (Brazília) – Walter Salles - A szent füge magja (The Seed of the Sacred Fig) (Németország) – Mohammad Rasoulof - Áradás (Flow) (Lettország) – Gints Zilbalodis - Emilia Pérez (Franciaország) – Jacques Audiard - Lány a tűvel (Pigen med nålen) (Dánia) – Magnus von Horn |
| Legjobb dokumentumfilm | Legjobb rövid dokumentumfilm |
| - Nincs más föld (No Other Land) – Basel Adra, Rachel Szor, Hamdan Ballal és Yuval Abraham - Fekete doboz (Black Box Diaries) – Itó Siori, Eric Nyari és Hanna Aqvilin - Háttérzene államcsínyhez (Soundtrack to a Coup d'Etat) – Johan Grimonprez, Daan Milius és Rémi Grellety - Porcelain War – Brendan Bellomo, Slava Leontyev, Aniela Sidorska és Paula DuPré Pesmen - Sugarcane: Az eltemetett igazság (Sugarcane) – | - The Only Girl in the Orchestra – Molly O'Brien és Lisa Remington - Death by Numbers – Kim A. Snyder és Janique L. Robillard - I Am Ready, Warden – Smriti Mundhra és Maya Gnyp - Incident – Bill Morrison és Jamie Kalven - Instruments of a Beating Heart – Ema Ryan Yamazaki és Eric Nyari |
| Legjobb élőszereplős rövidfilm | Legjobb animációs rövidfilm |
| - I'm Not a Robot – Victoria Warmerdam és Trent - A Lien – Sam Cutler-Kreutz és David Cutler-Kreutz - Anuja – Adam J. Graves és Suchitra Mattai - The Last Ranger – Cindy Lee and Darwin Shaw - The Man Who Could Not Remain Silent – Nebojša Slijepčević és Danijel Pek | - In the Shadow of the Cypress – Shirin Sohani és Hossein Molayemi - Beautiful Men – Nicolas Keppens és Brecht Van Elslande - Magic Candies – Daisuke Nishio és Takashi Washio - Wander to Wonder – Nina Gantz és Stienette Bosklopper - Yuck! – Loïc Espuche és Juliette Marquet |
| Legjobb eredeti filmzene | Legjobb eredeti dal |
| - A brutalista (The Brutalist) – Daniel Blumberg - A vad robot (The Wild Robot) – Kris Bowers - Emilia Pérez – Clément Ducol és Camille - Konklávé (Conclave) – Volker Bertelmann - Wicked – John Powell és Stephen Schwartz | - „El Mal” az Emilia Pérez c. filmből – zene: Clément Ducol és Camille; szöveg: Clément Ducol, Camille és Jacques Audiard - „Like a Bird” a Sing Sing c. filmből – zene és szöveg: Abraham Alexander és Adrian Quesada - „Mi Camino” az Emilia Pérez c. filmből – zene és szöveg: Camille és Clément Ducol - „Never Too Late” az Elton John: Never Too Late c. filmből – zene és szöveg: Elton John, Brandi Carlile, Andrew Watt és Bernie Taupin - „The Journey” a A 6888. zászlóalj c. filmből – zene és szöveg: Diane Warren                                                                   |
| Legjobb hang | Legjobb látványtervezés |
| - Dűne: Második rész (Dune: Part Two) – Gareth John, Richard King, Ron Bartlett és Doug Hemphill - A vad robot (The Wild Robot) – Randy Thom, Brian Chumney, Gary A. Rizzo és Leff Lefferts - Emilia Pérez – Erwan Kerzanet, Aymeric Devoldère, Maxence Dussère, Cyril Holtz és Niels Barletta - Sehol se otthon (A Complete Unknown) – Tod A. Maitland, Donald Sylvester, Ted Caplan, Paul Massey és David Giammarco - Wicked – Simon Hayes, Nancy Nugent Title, Jack Dolman, Andy Nelson és John Marquis | - Wicked – látványtervező: Nathan Crowley; díszletberendező: Lee Sandales - A brutalista (The Brutalist) – látványtervező: Judy Becker; díszletberendező: Patricia Cuccia - Dűne: Második rész (Dune: Part Two) – látványtervező: Patrice Vermette; díszletberendező: Shane Vieau - Konklávé (Conclave) – látványtervező: Suzie Davies; díszletberendező: Cynthia Sleiter - Nosferatu – látványtervező: Craig Lathrop; díszletberendező: Beatrice Brentnerová |
| Legjobb operatőr | Legjobb smink |
| - A brutalista (The Brutalist) – Lol Crawley - Dűne: Második rész (Dune: Part Two) – Greig Fraser - Emilia Pérez – Paul Guilhaume - Maria – Ed Lachman - Nosferatu – Jarin Blaschke | - A szer (The Substance) – Pierre-Oliver Persin, Stéphanie Guillon és Marilyne Scarselli - A Different Man – Mike Marino, David Presto és Crystal Jurado - Emilia Pérez – Julia Floch Carbonel, Emmanuel Janvier és Jean-Christophe Spadaccini - Nosferatu – David White, Traci Loader és Suzanne Stokes-Munton - Wicked – Frances Hannon, Laura Blount és Sarah Nuth |
| Legjobb jelmez | Legjobb vágás |
| - Wicked – Paul Tazewell - Gladiátor II. (Gladiator II) – Janty Yates és Dave Crossman - Konklávé (Conclave) – Lisy Christl - Nosferatu – Linda Muir - Sehol se otthon (A Complete Unknown) – Arianne Phillips | - Anora – Sean Baker - A brutalista (The Brutalist) – Jancsó Dávid - Emilia Pérez – Juliette Welfling - Konklávé (Conclave) – Nick Emerson - Wicked – Myron Kerstein |
| Legjobb vizuális effektek | |
| - Dűne: Második rész (Dune: Part Two) – Paul Lambert, Stephen James, Rhys Salcombe és Gerd Nefzer - Alien: Romulus – Eric Barba, Nelson Sepulveda-Fauser, Daniel Macarin és Shane Mahan - A majmok bolygója: A birodalom (Kingdom of the Planet of the Apes) – Erik Winquist, Stephen Unterfranz, Paul Story és Rodney Burke - Better Man: Robbie Williams (Better Man) – Luke Millar, David Clayton, Keith Herft és Peter Stubbs - Wicked – Pablo Helman, Jonathan Fawkner, David Shirk és Paul Corbould | |

## Kormányzók díja
Az AMPAS 2024. június 12-én jelentette be az elismerésben részesülők személyét, akiknek a 2024. november 17-én megtartott 15. Kormányzók bálján adták át a díjakat.

### Tiszteletbeli Oscar-díj
- Quincy Jones többszörös Grammy-, Tony- és Primetime Emmy-díjas amerikai zeneszerző, trombitás, producer és karmester;[14][12]
- Julia Taylor amerikai szereposztó rendező;[12]

### Jean Hersholt Humanitárius Díj
- Richard Curtis brit forgatókönyvíró, filmproducer;[12]

### Irving G. Thalberg-emlékdíj
- Barbara Broccoli amerikai filmproducer;[12]
- Michael G. Wilson amerikai forgatókönyvíró.[12]

## Többszörös jelölések és elismerések
| Jelölés | Díj | Magyar cím                      | Eredeti cím        |
| ------- | --- | ------------------------------- | ------------------ |
| 13      | 2   | Emilia Pérez                    | Emilia Pérez       |
| 10      | 3   | A brutalista                    | The Brutalist      |
| 10      | 2   | Wicked                          | Wicked             |
| 8       | 1   | Konklávé                        | Conclave           |
| 8       | 0   | Sehol se otthon                 | A Complete Unknown |
| 6       | 5   | Anora                           | Anora              |
| 5       | 1   | A szer                          | The Substance      |
| 5       | 2   | Dűne: Második rész              | Dune: Part Two     |
| 4       | 0   | Nosferatu                       | Nosferatu          |
| 3       | 0   | A vad robot                     | The Wild Robot     |
| 3       | 1   | Én még itt vagyok               | I'm Still Here     |
| 3       | 0   | Sing Sing                       | Sing Sing          |
| 2       | 1   | Áradás                          | Flow               |
| 2       | 0   | A Nickel-fiúk                   | Nickel Boys        |
| 2       | 1   | Rokonszenvedés                  | A Real Pain        |
| 2       | 0   | The Apprentice – A Trump-sztori | The Apprentice     |

## Díjátadók és előadók

### Díjátadók
A gála során az alábbi személyek a megjelenés sorrendjében adtak át díjakat, vagy léptek fel előadóként.
| Nevek                                                              | Szerep |
| ------------------------------------------------------------------ | --- |
| Nick Offerman                                                      | A 97. Oscar-díjátadó-gála felkonferálása                                                                                                 |
| Robert Downey Jr.                                                  | A legjobb férfi mellékszereplő díj átadója                                                                                               |
| Andrew Garfield Goldie Hawn                                        | A legjobb animációs film és a legjobb animációs rövidfilm díjak átadói                                                                   |
| Lily-Rose Depp Elle Fanning John Lithgow Connie Nielsen Bowen Yang | A legjobb jelmez díj átadói |
| Amy Poehler                                                        | A legjobb eredeti és a legjobb adaptált forgatókönyv díjak átadója                                                                       |
| Scarlett Johansson June Squibb                                     | A legjobb smink és fodrász díj átadói |
| Halle Berry                                                        | Az Irving G. Thalberg-emlékdíj átadója és James Bond tiszteletnyilvánításának tolmácsolója Barbara Broccoli és Michael G. Wilson részére |
| Daryl Hannah                                                       | A legjobb vágás díj átadója |
| Da'Vine Joy Randolph                                               | A legjobb női mellékszereplő díj átadója                                                                                                 |
| Ben Stiller                                                        | A legjobb látványtervezés díj átadója |
| Mick Jagger                                                        | A legjobb eredeti dal díj átadója |
| Selena Gomez Samuel L. Jackson                                     | A legjobb rövid dokumentumfilm és a legjobb dokumentumfilm díjak átadói                                                                  |
| Miley Cyrus Miles Teller                                           | A legjobb hang díj átadói |
| Gal Gadot Rachel Zegler                                            | A legjobb vizuális effektek díj átadói                                                                                                   |
| Ana de Armas Sterling K. Brown                                     | A legjobb élőszereplős rövidfilm díj átadói                                                                                              |
| Morgan Freeman                                                     | A Gene Hackman előtti tisztelgés előadója és az „In Memoriam” összeállítás felkonferálója                                                |
| Joe Alwyn Dave Bautista Willem Dafoe Alba Rohrwacher Zoë Saldana   | A legjobb operatőr díj átadói |
| Penélope Cruz                                                      | A legjobb nemzetközi játékfilm díj átadója                                                                                               |
| Mark Hamill                                                        | A legjobb eredeti filmzene díj átadója                                                                                                   |
| Whoopi Goldberg Oprah Winfrey                                      | A Quincy Jones előtti tisztelgés előadói                                                                                                 |
| Cillian Murphy                                                     | A legjobb férfi díj átadója |
| Quentin Tarantino                                                  | A legjobb rendező díj átadója |
| Emma Stone                                                         | A legjobb női főszereplő díj átadója |
| Billy Crystal Meg Ryan                                             | A legjobb film díj átadói |

### Előadók
Az alábbi személyek a megjelenés sorrendjében adták elő a zeneszámokat:
| Név                                          | Szerep                  | Előadás |
| -------------------------------------------- | ----------------------- | --- |
| Michael Bearden                              | Karmester Zenei rendező | Nagyzenekar |
| Cynthia Erivo Ariana Grande                  | Előadók                 | Wicked összeállítás: „Over the Rainbow” (Grande) „Home” (Erivo) „Defying Gravity” (Erivo és Grande)                                             |
| Conan O’Brien                                | Előadó                  | „I Won't Waste Time” a nyitó szakasz alatt |
| Margaret Qualley (táncos) Lisa Doja Cat Raye | Előadók                 | James Bond-tisztelgés Barbara Broccolinak és Michael G. Wilsonnak: „Live and Let Die” (Lisa) „Diamonds Are Forever” (Doja Cat) „Skyfall” (Raye) |
| Los Angeles Master Chorale                   | Előadók                 | „Lacrimosa” Mozart Requiemjéből az „In Memoriam” szakasz alatt                                                                                  |
| Queen Latifah                                | Előadó                  | „Ease on Down the Road” a Quincy Jones-emlékblokk alatt                                                                                         |